# المجلس العام لأندورا
المجلس العام لأندورا (بالإنجليزية: General Council)‏ هو الهيئة التشريعية في أندورا، الذي تأسس في 1993، ويتكون من 28 مقعداً، يقع المقر الرئيسي له في New Parliament of Andorra ‏.